# Genesis Revisited II
Genesis Revisited II è un album di Steve Hackett, pubblicato il 22 ottobre 2012.
Potrebbe essere considerato come un seguito dell'album Genesis Revisited pubblicato 15 anni prima, nel 1996 e consiste in un doppio disco contenente gli arrangiamenti dei vecchi successi dei Genesis dell'era di cui faceva parte della band (dal 1971 al 1977) e di alcuni brani della sua carriera solista.

## Tracce
Testi e musiche di Tony Banks, Phil Collins, Peter Gabriel, Steve Hackett e Mike Rutherford, eccetto dove indicato.

### Disco 1
1. The Chamber of 32 Doors – 6:00 – originariamente interpretata dai Genesis in The Lamb Lies Down on Broadway
2. Horizons – 1:41 – originariamente interpretata dai Genesis in Foxtrot
3. Supper's Ready – 23:35 – originariamente interpretata dai Genesis in Foxtrot
4. The Lamia – 7:47 – originariamente interpretata dai Genesis in The Lamb Lies Down on Broadway
5. Dancing with the Moonlit Knight – 8:10 – originariamente interpretata dai Genesis in Selling England by the Pound
6. Fly on a Windshield – 2:54 – originariamente interpretata dai Genesis in The Lamb Lies Down on Broadway
7. Broadway Melody of 1974 – 2:23 – originariamente interpretata dai Genesis in The Lamb Lies Down on Broadway
8. The Musical Box – 10:57 – originariamente interpretata dai Genesis in Nursery Cryme
9. Can-Utility and the Coastliners – 5:50 – originariamente interpretata dai Genesis in Foxtrot
10. Please Don't Touch – 4:03 (Steve Hackett) – originariamente interpretata da Steve Hackett in Please Don't Touch

### Disco 2
1. Blood on the Rooftops – 6:56 (Steve Hackett, Phil Collins) – originariamente interpretata dai Genesis in Wind & Wuthering
2. The Return of the Giant Hogweed – 8:46 – originariamente interpretata dai Genesis in Nursey Cryme
3. Entangled – 6:35 (Steve Hackett, Tony Banks) – originariamente interpretata dai Genesis in A Trick of the Tail
4. Eleventh Earl of Mar – 7:51 (Tony Banks, Steve Hackett, Mike Rutherford) – originariamente interpretata dai Genesis in Wind & Wuthering
5. Ripples – 8:14 (Mike Rutherford, Tony Banks) – originariamente interpretata dai Genesis in A Trick of the Tail
6. Unquiet Slumbers for the Sleepers – 2:12 (Steve Hackett, Mike Rutherford) – originariamente interpretata dai Genesis in Wind & Wuthering
7. ...In That Quiet Earth – 4:47 (Steve Hackett, Mike Rutherford, Tony Banks, Phil Collins) – originariamente interpretata dai Genesis in Wind & Wuthering
8. Afterglow – 4:09 (Tony Banks) – originariamente interpretata dai Genesis in Wind & Wuthering
9. A Tower Struck Down – 4:45 (John Hackett, Steve Hackett) – originariamente interpretata da Steve Hackett in Voyage of the Acolyte
10. Camino Royale – 6:19 (Steve Hackett, Nick Magnus) – originariamente interpretata da Steve Hackett in Highly Strung
11. Shadow of the Hierophant – 10:45 (Steve Hackett, Mike Rutherford) – originariamente interpretata da Steve Hackett in Voyage of the Acolyte

## Musicisti
- Steve Hackett: chitarre, voce (disco 1: traccia 3.V: Willow Farm; disco 2: traccia 10);
- Djabe (disco 2, traccia 10):
  - Ferenc Kovács; tromba, violino, voce;
  - Attila Égerházi: chitarre, percussioni;
  - Zoltán Kovács: piano, tastiere;
  - Tamás Barabás: basso;
  - Szilárd Banai: batteria;
- Roger King: tastiere (disco 1: tracce 1, 3–10; disco 2: tracce 1–11);
- Amanda Lehmann: chitarre, voce (disco 2: tracce 3, 5, 8, 11);
- Jo Lehmann: cori;
- Christine Townsend: violino, viola (disco 1: tracce 1, 9; disco 2: tracce 1, 9);
- Dave Kerzner: tastiere (disco 1: traccia 3);
- Dick Driver: contrabbasso (disco 1: tracce 1, 10; disco 2: tracce 1, 9);
- Francis Dunnery: chitarra, voce (disco 1: traccia 3.VII: As Sure as Eggs is Eggs, 5);
- Gary O'Toole: batteria, percussioni (disco 1: tracce 1, 4, 6–10); disco 2: tracce 1, 2, 4–11), voce (disco 1:  tracce 6, 7; disco 2: tracce 1, 4);
- John Hackett: flauto (disco 1, tracce 1, 4, 5, 10; disco 2: tracce 2, 9);
- John Wetton: basso, chitarre, voce (disco 2: traccia 8);
- Mikael Åkerfeldt: voci (disco 1: tracce 3.I: Lover's Leap, 3.II: How Dare I Be so Beautiful?);
- Nad Sylvan: voce (disco 1: tracce 1, 8; disco 2: traccia 4);
- Nik Kershaw: voce (disco 1: traccia 4);
- Phil Mulford: basso (disco 2: tracce 1, 8);
- Rachel Ford: violoncello (disco 1: traccia 1; disco 2: tracce 1 e 9);
- Roine Stolt: chitarre (disco 2: traccia 2);
- Steve Rothery: chitarre (disco 1: traccia 4);
- Nick Magnus: tastiere (disco 2, traccia 10);
- Neal Morse: tastiere, voce (disco 2: traccia 2);
- Jeremy Stacey: batteria (disco 1: tracce 3, 5);
- Conrad Keely: voce (disco 1: traccia 3.III, Ikhnaton and Itsacon and their Band of Merry Men);
- Nick Beggs: basso, Chapman Stick (disco 1: traccia 9; disco 2: tracce 4, 7, 11);
- Steven Wilson: chitarre (disco 2: traccia 11), voci (disco 1: traccia 9);
- Rob Townsend: sassofono, flauto e strumenti a fiato (disco 1: tracce 5, 8, 9; disco 2: tracce 1, 7, 11);
- Jakko Jakszyk: chitarra, voce (disco 2: traccia 3);
- Simon Collins: tastiere, voci (disco 1: tracce 3.II, The Guaranteed Enternal Sanctuary Man, 3.VI, Apocalypse in 9/8);
- Lee Pomeroy: basso, Chapman Stick (disco 1: tracce 3–8; disco 2: traccia 2);